# Alberto Adriani
Alberto Adriani is een gemeente in de Venezolaanse staat Mérida. De gemeente telt 145.000 inwoners. De hoofdplaats is El Vigia.

## Geboren
- Adalberto Peñaranda (1997), voetballer